# Saga (gruppo musicale)
I Saga sono un gruppo musicale progressive rock canadese originario di Oakville, in Ontario e formatosi nel 1978 da una costola del gruppo musicale canadese The Fludd.

## Storia
La prima formazione comprendeva il cantante e tastierista (e talvolta bassista) Michael Sadler, i fratelli Jim e Ian Chrichton, rispettivamente al basso e alle tastiere basse l'uno, e alla chitarra l'altro, il tastierista Peter Rochon, ed il batterista Steve Negus.
Il genere proposto è un rock progressivo con uno stile molto personale e riconoscibile ed un notevole lavoro di songwriting.
L'8 aprile 1978 viene pubblicato il loro primo album, omonimo, che ottiene un modesto successo in patria e vende 30 000 copie in Germania; long playing che vede la presenza, oltre di un grande cavallo da battaglia in sede live come Humble Stance, anche dei primi due "chapters": canzoni, suddivise in capitoli, e in principio pubblicate in coppia, inizialmente nei primi quattro album, e poi a partire da Full Circle, sfociando nei successivi due dischi in studio, che, se inserite in ordine pur in ordine sparso, finiranno per formare una storia.
Dopo l'uscita del primo album, Rochon viene sostituito da Gregg Chadd e nel 1979 esce il secondo album, Images At Twilight, che piazza il singolo "It's Time" alla posizione #84 della classifica canadese.

Anche dopo il secondo album il tastierista viene nuovamente rimpiazzato ed entra così a far parte del quintetto Jim Gilmour.
L'album successivo, Silent Knight del 1980, segna un'ulteriore maturazione del sound del gruppo, grazie ai singoli "Don't Be Late" e "Careful Where You Step".
Nel 1981 esce quello che per molti è considerato il capolavoro della band, Worlds Apart, che oltre a lanciare i singoli "Wind Him Up" e "On The Loose", due anni dopo diventa disco d'oro negli Usa.
Nel 1982 esce il primo album live ufficiale, In Transit, ma dal successivo Heads Or Tales, il gruppo vira verso lidi musicali più accessibili e vicini alla new-wave.

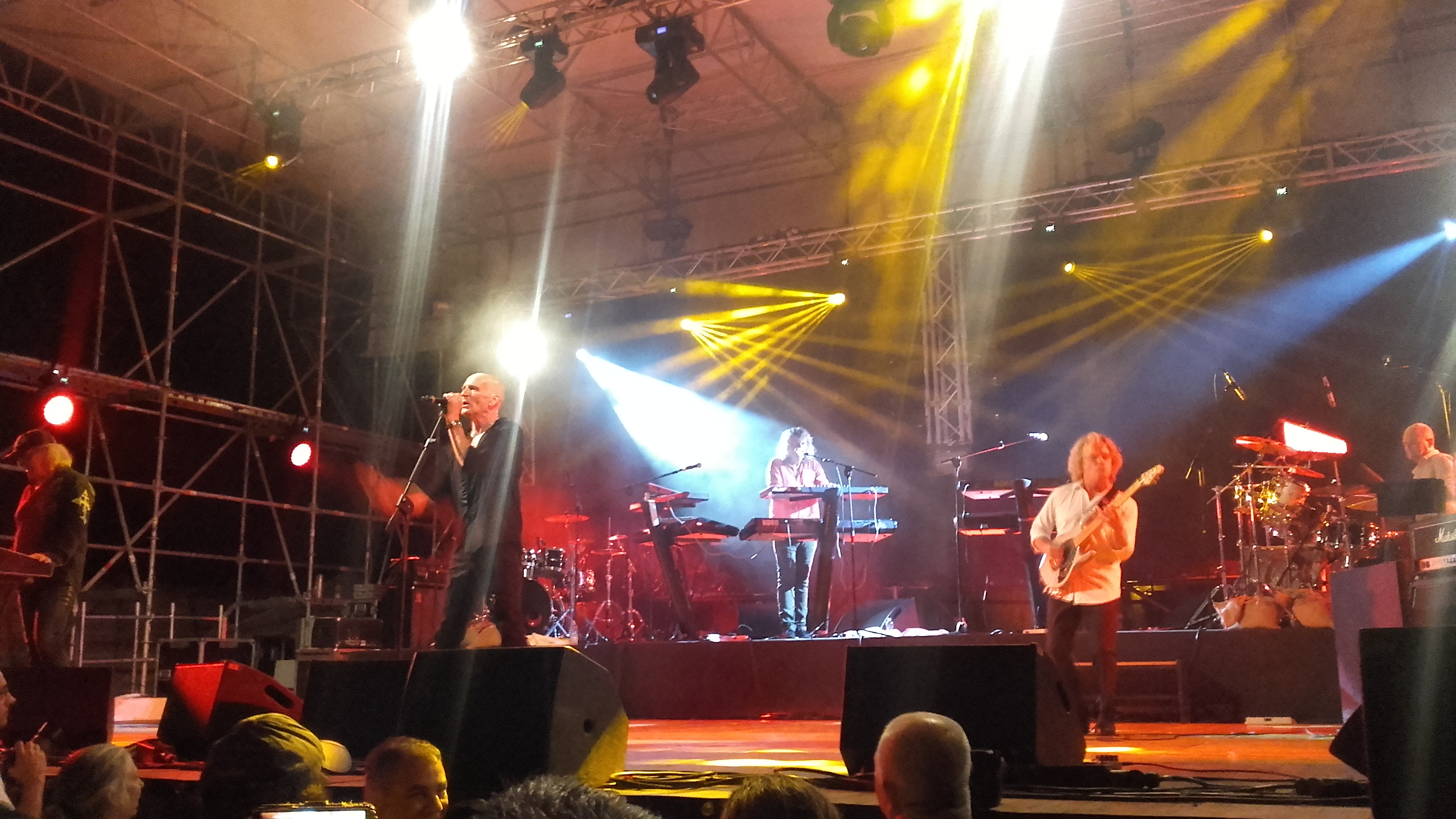
La band dal vivo in Italia, all'edizione del 2016 del Veruno Prog Festival

Dopo Behaviour, del 1985, il tastierista Jim Gilmour e il batterista Steve Negus lasciano la band e formano i GNP (Gilmour-Negus Project), con cui pubblicano un album.
Michael Sadler e i fratelli Chrichton continuano a portare avanti la band avvalendosi di musicisti esterni, tra cui il batterista Curt Cress, che in futuro inciderà pure con Elio e le Storie Tese.
Nel 1987 esce Wildest Dreams, un album di rock molto commerciale e tecnologico, che porterà al gruppo una certa visibilità anche su MTV, grazie al video del singolo "Only Time Will Tell". Dopo questa pubblicazione, la band si trasferisce in Germania, dove firma un contratto con la neonata Edel AG.
The Beginner's Guide To Throwing Shapes riporta i Saga su territori musicalmente più vicini al progressive, così come il successivo The Security Of Illusion, che sancisce il ritorno di Gilmour e Negus, pubblicato nel 1993.
Dopo il radiofonico Steel Umbrellas del 1994, Generation 13, uscito l'anno seguente, è un concept dalla marcata influenza progressive.
Dopo "l'alternativo" Pleasure & The Pain del 1997, la band dà alle stampe il secondo album live ufficiale, il doppio Detours.
Nel 1999, con Full Circle, i Saga riprendono il tema dei "Chapters" e nel 2001 pubblicano House Of Cards, che, oltre a ricevere una buona accoglienza, contiene brani veramente ispirati.

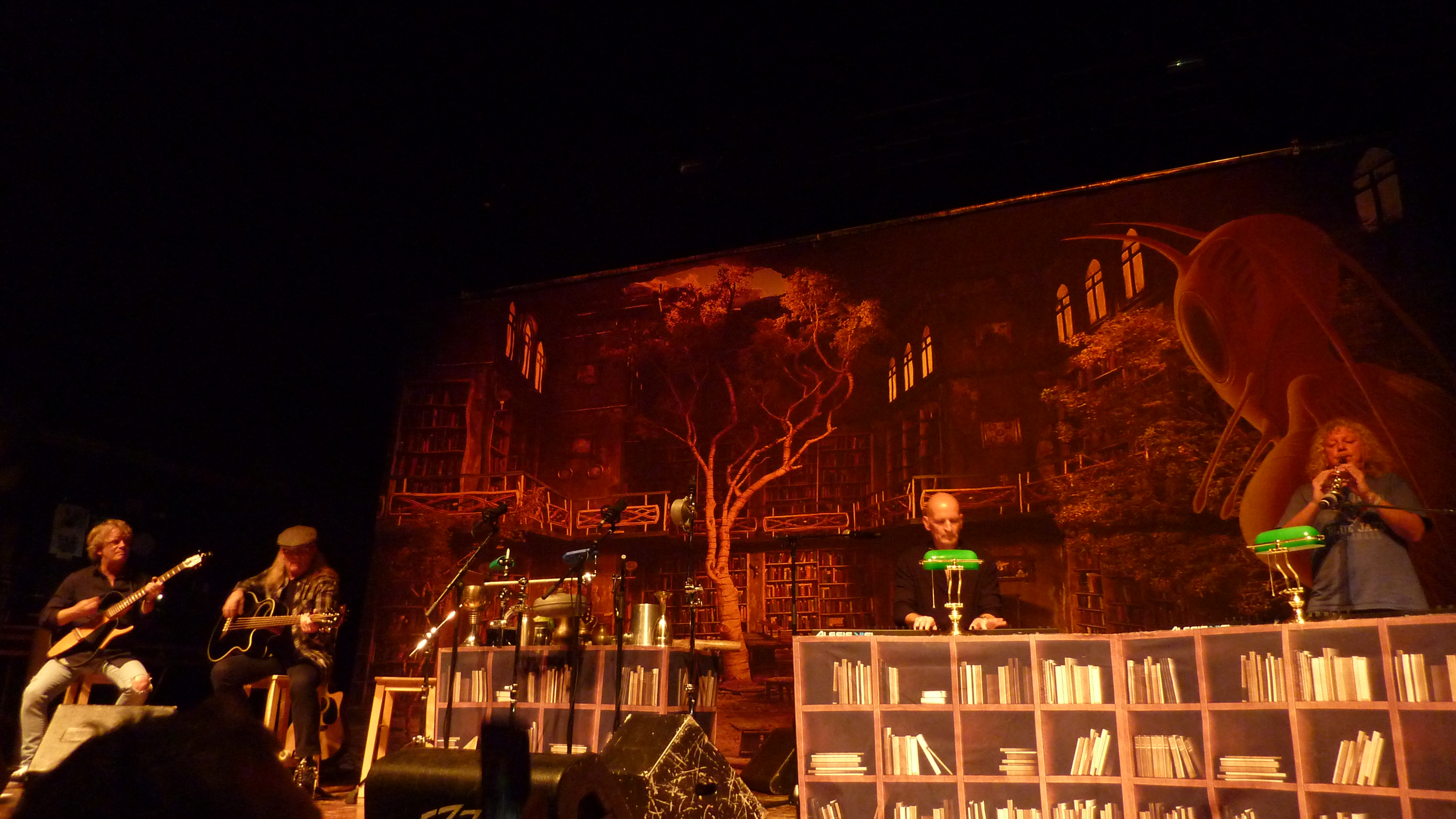
La band durante l'esecuzione unplugged di No Regrets (Chapter Five)

Nel 2003 il gruppo pubblica l'interlocutorio Marathon, dopo il quale il batterista Steve Negus abbandona la formazione, sostituito da Christian Simpson, a cui fa seguito l'anno dopo il migliore Network, ma è nel 2006 che la band fa uscire il capolavoro del nuovo millennio, l'incredibile Trust, un album che, già dalla splendida copertina, segna il ritorno ai tempi migliori, sostenuto pure da un'ottima produzione e dove viene presentato il nuovo batterista Brian Doerner.
Nel 2008, dopo il buon 10.000 Days, il cantante Michael Sadler, dopo quasi trent'anni, (i "10.000 giorni" del titolo dell'album, si riferiscono al tempo dedicato alla band da parte di Sadler, ovvero 27 anni e 4,54 mesi) decide di lasciare il gruppo per dedicarsi alla famiglia e viene sostituito con Rob Moratti, già frontman dei Final Frontier. Nello stesso anno esce la prima biografia ufficiale del gruppo, "Saga - The Biography" scritta dal giornalista rock Edwin Ammerlaan.
Il 29 marzo 2009 è stato pubblicato il nuovo album in studio, The Human Condition, il primo che vede Moratti al microfono, l'unico in studio; con l'estemporaneo vocalist, incideranno e rilasceranno anche il disco dal vivo Heads or Tales - Live, una rivisitazione dell'omonimo album dell'83.
Nel gennaio 2011 è stato annunciato il ritorno alla voce di Michael Sadler che effettivamente riappare come cantante nel successivo album 20/20 pubblicato nel luglio del 2012.
Il 3 settembre 2016, a seguito di trentadue anni di assenza dai palchi italiani, la band si esibisce, in qualità di headliner, nella seconda serata del festival gratuito Veruno Prog Festival, nella cittadina piemontese di Veruno, in provincia di Novara.

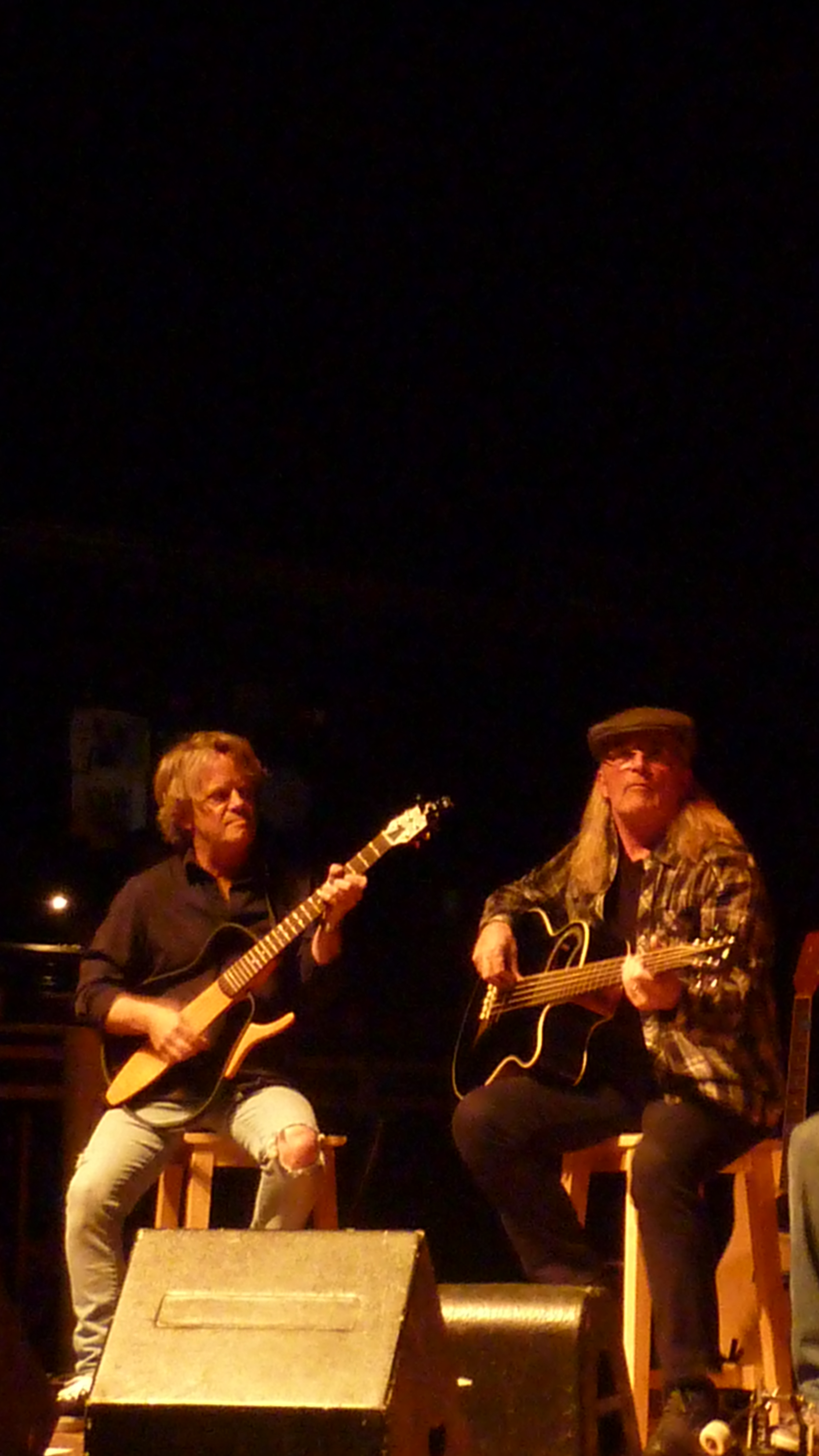
I fratelli Ian e Jim Chricton, in concerto allo "Z7 - Konzerfabrik" di Pratteln, in Svizzera, nell'ottobre 2017, durante il set acustico

## Formazione

### Ultima
- Michael Sadler, voce, tastiere, basso, chitarra, batteria elettrica (1978-2007;2011-presente)
- Ian Crichton, chitarra (1978-presente)
- Jim Gilmour, tastiere (1979-presente)
- Jim Crichton, basso, tastiere (1978-presente)
- Mike Thorne, batteria (2012-presente)

### Ex componenti
- Steve Negus, batteria (1977-1986, 1992-1996;1999-2003)
- Rob Moratti, voce (2007-2011)
- Brian Doerner, batteria, (2005-2012)
- Glen Sobel, batteria (1996-1999)
- Curt Cress, batteria (1986-1992)

## Discografia

### Album in studio
- 1978 – Saga
- 1979 – Images at Twilight
- 1980 – Silent Knight
- 1981 – Worlds Apart
- 1983 – Heads or Tales
- 1985 – Behaviour
- 1987 – Wildest Dreams
- 1989 – The Beginner's Guide to Throwing Shapes
- 1993 – The Security of Illusion
- 1994 – Steel Umbrellas
- 1995 – Generation 13
- 1997 – Pleasure & the Pain
- 1999 – Full Circle
- 2001 – House of Cards
- 2003 – Marathon
- 2004 – Network
- 2006 – Trust
- 2007 – 10,000 Days
- 2009 – The Human Condition
- 2012 – 20/20
- 2014 – Sagacity
- 2021 – Simmetry

### Album dal vivo
- 1982 - In Transit - Live
- 1998 – How Do I Look
- 1998 – Detours - Live
- 2003 – The Official Bootleg
- 2004 – All Areas - Live in Bonn
- 2005 – Chapters Live
- 2007 – Worlds Apart Revisited
- 2009 – Contact

### Raccolte
- 1990 – The Works
- 1993 – All the Best
- 1994 – The Very Best Of
- 1994 – Defining Moments
- 1997 – Phase One
- 2006 – Remember When - The Very Best of Saga